# Origanum onites
Origanum onites L., noto anche come origano cretico, origano turco e rίgani in lingua greca (Ελληνική ρίγανη), è una pianta del genus Origanum che si trova in Sicilia, Grecia e Turchia. Ha un sapore simile a quello dell'origano e il suo olio essenziale è distinguibile da quello di altre specie come ad esempio l'origano greco (Origanum vulgare ssp. hirtum) ed ha capacità antimicrobiche.

## Farmacia
L'origano onites è noto anche per le sue proprietà medicinali avendo un contenuto di fenoli, timolo e carvacrolo.